# Bathycongrus retrotinctus
Bathycongrus retrotinctus е вид змиорка от семейство Congridae.

## Разпространение и местообитание
Видът е разпространен във Филипини.
Среща се на дълбочина от 150 до 450 m, при температура на водата около 11,1 °C и соленост 34,5 ‰.

## Описание
На дължина достигат до 54 cm.